# 종속주의
종속주의(Subordinationism)란 삼위일체론의 이단 가운데 하나이다. 초기 기독교시대에  아들 예수 그리스도와 성령님은 성부 하나님에게 본질과 존재에서 종속된다고 주장한 사람들이 있었다. 이 오류는 주로 동방에서 일어난 것으로 4세기까지 논쟁이 되었다. 381년 제1차 콘스탄티노폴리스 공의회에서 정죄되었는데 대표적으로 아리우스파이다.

## 분류
종속주의는 다음과 같이 크게 세가지로 나누어 설명한다.
1. 성육신적 종속주의 ( Incarnational Subordination )
2. 위치적/기능적 종속주의 ( Positional/Functional Subordination )
3. 존재론적 종속주의 ( Ontological Subordination )

## 영원 종속설
웨인 그루뎀은 그의 조직신학에서 그리스도깨서 영원토록 성자하나님에게 종속된다고 주장하였다.  

## 같이 보기
- 제1차 콘스탄티노폴리스 공의회
- 단일신론